# Сохбетов, Осман
Осман Сохбетов — советский хозяйственный и политический деятель.

## Биография
Родился в 1911 году в селе Астана-Баба. Член КПСС.
В 1930—1943 гг. — колхозник, бригадир полеводческой бригады, председатель колхоза «Пахтачи» Керкинского района, военнослужащий Советской армии, заведующий фермой колхоза «Пахтачи» Керкинского района Керкинской области.
В 1943—1983 гг. — председатель колхоза «Кизыл Октябрь» Керкинского района Чарджоуской области Туркменской ССР.
Избирался депутатом Верховного Совета СССР 6-го созыва, Верховного Совета Туркменской ССР 7-10-го созывов.
Умер в 1983 году в Керкинском районе.

## Награды
- Орден Ленина (дважды)
- Орден Октябрьской Революции
- Орден Трудового Красного Знамени (дважды)
- Орден Знак Почёта